# Collegio elettorale di Genova IV (Senato della Repubblica)
Il collegio di Genova IV fu un collegio elettorale uninominale della Repubblica Italiana appartenente alla circoscrizione Liguria; fu utilizzato per eleggere un senatore della Repubblica dalla I alla XI legislatura.

## Storia
Il collegio venne creato nel 1948 secondo la legge n. 29 del 6 febbraio 1948 la quale, pur basandosi sull'impianto proporzionale in vigore per la Camera, rispetto a quest'ultima conteneva alcuni piccoli correttivi in senso maggioritario. Tale legge ebbe il suo definitivo perfezionamento col Testo Unico n°361 del 1957. Differentemente dalla Camera, la legge elettorale del Senato si articolava su base regionale, seguendo il dettato costituzionale (art.57). Ogni Regione era suddivisa in tanti collegi uninominali quanti erano i seggi ad essa assegnati. All'interno di ciascun collegio, veniva eletto il candidato che avesse raggiunto il quorum del 65% delle preferenze: tale soglia, oggettivamente di difficilissimo conseguimento, tradiva l'impianto proporzionale su cui era concepito anche il sistema elettorale della Camera Alta. Qualora, come normalmente avveniva, nessun candidato avesse conseguito l'elezione, i voti di tutti i candidati venivano raggruppati in liste di partito a livello regionale, dove i seggi venivano allocati utilizzando il metodo D'Hondt delle maggiori medie statistiche e quindi, all'interno di ciascuna lista, venivano dichiarati eletti i candidati con le migliori percentuali di preferenza.
Il collegio di Genova IV venne abolito nel 1993, con la cosiddetta Legge Mattarella (Legge n. 276, Norme per l'elezione del Senato della Repubblica), attuata in seguito al referendum abrogativo del 1993, quando venne istituito per la Camera dei deputati e per il Senato della Repubblica un sistema di elezione misto, in parte maggioritario e in parte proporzionale. Il 75% dei parlamentari dell'assemblea veniva eletto in collegi uninominali tramite sistema maggioritario a turno unico; il restante 25% al Senato veniva eletto tramite recupero proporzionale dei più votati non eletti attraverso un meccanismo di calcolo denominato "scorporo", cioè sottraendo dal conteggio dei voti totali di una lista nella parte proporzionale i voti ottenuti dai candidati collegati alla medesima lista che erano eletti nei collegi uninominali con il sistema maggioritario.

## Territorio
Il collegio di Genova IV era uno degli 8 collegi uninominali in cui era suddivisa la Liguria; era interamente compreso nelle provincia di Genova e comprendeva parte del comune di Genova, in particolare i quartieri di Quarto, Quinto, Nervi, Sant'Ilario, San Vincenzo, Portoria, Foce e Sturla.

## Dati elettorali

### I legislatura
|                                                                                | Giorgio Bo ✔️ Eletto | Democrazia Cristiana                             | 66 085  | 58,91 |  |  |  |  |  |
|                                                                                | Domenico Macaggi     | Fronte Democratico Popolare                      | 24 888  | 22,18 |  |  |  |  |  |
|                                                                                | Alfredo Poggi        | Unità Socialista - Partito Repubblicano Italiano | 17 503  | 15,60 |  |  |  |  |  |
|                                                                                | Anchise De Bernardi  | Blocco Nazionale                                 | 3 713   | 3,31  |  |  |  |  |  |
| Totale                                                                         | Totale               | Totale                                           | 112 189 | 100   |  |  |  |  |  |
|                                                                                |                      |                                                  |         |       |  |  |  |  |  |
| Voti non validi                                                                | Voti non validi      | Voti non validi                                  | 2 949   | 2,56  |  |  |  |  |  |
| Votanti                                                                        | Votanti              | Votanti                                          | 115 138 | 89,09 |  |  |  |  |  |
| Elettori                                                                       | Elettori             | Elettori                                         | 129 245 |       |  |  |  |  |  |
|                                                                                |                      |                                                  |         |       |  |  |  |  |  |
| Nota: quorum del 65% non raggiunto; ripartizione dei seggi a livello regionale |                      |                                                  |         |       |  |  |  |  |  |
| Data: 18 aprile 1948                                                           |                      |                                                  |         |       |  |  |  |  |  |
| Fonte: Ministero dell'interno                                                  |                      |                                                  |         |       |  |  |  |  |  |

### II legislatura
|                                                                                | Giorgio Bo ✔️ Eletto | Democrazia Cristiana                    | 55 578  | 45,89 |  |  |  |  |  |
|                                                                                | Gelasio Adamoli      | Partito Comunista Italiano              | 17 232  | 14,23 |  |  |  |  |  |
|                                                                                | Luigi Tomellini      | Partito Socialista Italiano             | 16 185  | 13,37 |  |  |  |  |  |
|                                                                                | Alfredo Poggi        | Partito Socialista Democratico Italiano | 11 080  | 9,15  |  |  |  |  |  |
|                                                                                | Ernesto Monteverde   | PLI - PRI                               | 7 540   | 6,23  |  |  |  |  |  |
|                                                                                | Giuseppe Gonella     | Movimento Sociale Italiano              | 7 247   | 5,98  |  |  |  |  |  |
|                                                                                | Mario Bonetti        | Partito Nazionale Monarchico            | 5 220   | 4,31  |  |  |  |  |  |
|                                                                                | Vittorio Leale       | Alleanza Democratica Nazionale          | 1 017   | 0,84  |  |  |  |  |  |
| Totale                                                                         | Totale               | Totale                                  | 121 099 | 100   |  |  |  |  |  |
|                                                                                |                      |                                         |         |       |  |  |  |  |  |
| Voti non validi                                                                | Voti non validi      | Voti non validi                         | 3 749   | 3,00  |  |  |  |  |  |
| Votanti                                                                        | Votanti              | Votanti                                 | 124 848 | 92,81 |  |  |  |  |  |
| Elettori                                                                       | Elettori             | Elettori                                | 134 513 |       |  |  |  |  |  |
|                                                                                |                      |                                         |         |       |  |  |  |  |  |
| Nota: quorum del 65% non raggiunto; ripartizione dei seggi a livello regionale |                      |                                         |         |       |  |  |  |  |  |
| Data: 7 giugno 1953                                                            |                      |                                         |         |       |  |  |  |  |  |
| Fonte: Ministero dell'interno                                                  |                      |                                         |         |       |  |  |  |  |  |

### III legislatura
|                                                                                | Giorgio Bo ✔️ Eletto | Democrazia Cristiana                    | 54 449  | 41,45 |  |  |  |  |  |
|                                                                                | Giuseppe Venturini   | Partito Socialista Italiano             | 20 516  | 15,62 |  |  |  |  |  |
|                                                                                | Mario Reale          | Partito Comunista Italiano              | 15 659  | 11,92 |  |  |  |  |  |
|                                                                                | Edoardo Biagini      | Partito Liberale Italiano               | 14 154  | 10,78 |  |  |  |  |  |
|                                                                                | Mario Bettinotti     | Partito Socialista Democratico Italiano | 9 677   | 7,37  |  |  |  |  |  |
|                                                                                | Goffredo Gustavino   | Movimento Sociale Italiano              | 9 372   | 7,14  |  |  |  |  |  |
|                                                                                | Renato Rinaldi       | Partito Nazionale Monarchico            | 3 540   | 2,70  |  |  |  |  |  |
|                                                                                | Carlo Bozzo          | PRI - PR                                | 3 067   | 2,33  |  |  |  |  |  |
|                                                                                | Giuseppe Valente     | Comunità                                | 917     | 0,70  |  |  |  |  |  |
| Totale                                                                         | Totale               | Totale                                  | 131 351 | 100   |  |  |  |  |  |
|                                                                                |                      |                                         |         |       |  |  |  |  |  |
| Voti non validi                                                                | Voti non validi      | Voti non validi                         | 4 608   | 3,39  |  |  |  |  |  |
| Votanti                                                                        | Votanti              | Votanti                                 | 135 959 | 93,10 |  |  |  |  |  |
| Elettori                                                                       | Elettori             | Elettori                                | 146 036 |       |  |  |  |  |  |
|                                                                                |                      |                                         |         |       |  |  |  |  |  |
| Nota: quorum del 65% non raggiunto; ripartizione dei seggi a livello regionale |                      |                                         |         |       |  |  |  |  |  |
| Data: 25 maggio 1958                                                           |                      |                                         |         |       |  |  |  |  |  |
| Fonte: Ministero dell'interno                                                  |                      |                                         |         |       |  |  |  |  |  |

### IV legislatura
|                                                                                | D. Solari                 | Democrazia Cristiana                    | 38 257  | 28,67 |  |  |  |  |  |
|                                                                                | Andrea D'Andrea ✔️ Eletto | Partito Liberale Italiano               | 33 031  | 24,75 |  |  |  |  |  |
|                                                                                | Mario Reale               | Partito Comunista Italiano              | 20 167  | 15,11 |  |  |  |  |  |
|                                                                                | G. Dagnino                | Partito Socialista Italiano             | 18 120  | 13,58 |  |  |  |  |  |
|                                                                                | Mario Bettinotti          | Partito Socialista Democratico Italiano | 11 489  | 8,61  |  |  |  |  |  |
|                                                                                | G. Rolandino              | MSI - PDIUM                             | 10 256  | 7,69  |  |  |  |  |  |
|                                                                                | R. Mereta                 | Partito Repubblicano Italiano           | 2 115   | 1,59  |  |  |  |  |  |
| Totale                                                                         | Totale                    | Totale                                  | 133 435 | 100   |  |  |  |  |  |
|                                                                                |                           |                                         |         |       |  |  |  |  |  |
| Voti non validi                                                                | Voti non validi           | Voti non validi                         | 4 980   | 3,60  |  |  |  |  |  |
| Votanti                                                                        | Votanti                   | Votanti                                 | 138 415 | 93,01 |  |  |  |  |  |
| Elettori                                                                       | Elettori                  | Elettori                                | 148 816 |       |  |  |  |  |  |
|                                                                                |                           |                                         |         |       |  |  |  |  |  |
| Nota: quorum del 65% non raggiunto; ripartizione dei seggi a livello regionale |                           |                                         |         |       |  |  |  |  |  |
| Data: 28 aprile 1963                                                           |                           |                                         |         |       |  |  |  |  |  |
| Fonte: Ministero dell'interno                                                  |                           |                                         |         |       |  |  |  |  |  |

### V legislatura
|                                                                                | G. Borgna                 | Democrazia Cristiana                             | 42 738  | 32,45 |  |  |  |  |  |
|                                                                                | Francesco Perri ✔️ Eletto | Partito Liberale Italiano                        | 31 303  | 23,77 |  |  |  |  |  |
|                                                                                | L. Botto                  | PCI - PSIUP                                      | 24 708  | 18,76 |  |  |  |  |  |
|                                                                                | L. Casassa                | PSI-PSDI Unificati                               | 21 976  | 16,69 |  |  |  |  |  |
|                                                                                | G. Rolandino              | Movimento Sociale Italiano                       | 6 580   | 5,00  |  |  |  |  |  |
|                                                                                | G. Persico                | Partito Repubblicano Italiano                    | 3 004   | 2,28  |  |  |  |  |  |
|                                                                                | T. Raggi De Marini        | Partito Democratico Italiano di Unità Monarchica | 1 375   | 1,04  |  |  |  |  |  |
| Totale                                                                         | Totale                    | Totale                                           | 131 684 | 100   |  |  |  |  |  |
|                                                                                |                           |                                                  |         |       |  |  |  |  |  |
| Voti non validi                                                                | Voti non validi           | Voti non validi                                  | 5 668   | 4,13  |  |  |  |  |  |
| Votanti                                                                        | Votanti                   | Votanti                                          | 137 352 | 93,27 |  |  |  |  |  |
| Elettori                                                                       | Elettori                  | Elettori                                         | 147 269 |       |  |  |  |  |  |
|                                                                                |                           |                                                  |         |       |  |  |  |  |  |
| Nota: quorum del 65% non raggiunto; ripartizione dei seggi a livello regionale |                           |                                                  |         |       |  |  |  |  |  |
| Data: 19 maggio 1968                                                           |                           |                                                  |         |       |  |  |  |  |  |
| Fonte: Ministero dell'interno                                                  |                           |                                                  |         |       |  |  |  |  |  |

### VI legislatura
|                                                                                | Carlo Pastorino ✔️ Eletto | Democrazia Cristiana                    | 45 936  | 34,01 |  |  |  |  |  |
|                                                                                | L. Bagni                  | PCI - PSIUP                             | 24 646  | 18,25 |  |  |  |  |  |
|                                                                                | Francesco Perri           | Partito Liberale Italiano               | 18 930  | 14,01 |  |  |  |  |  |
|                                                                                | M. Agrimi                 | Movimento Sociale Italiano              | 15 038  | 11,13 |  |  |  |  |  |
|                                                                                | R. Levi                   | Partito Socialista Italiano             | 13 325  | 9,87  |  |  |  |  |  |
|                                                                                | G. Di Benedetto           | Partito Socialista Democratico Italiano | 8 662   | 6,41  |  |  |  |  |  |
|                                                                                | Ugo La Malfa              | Partito Repubblicano Italiano           | 8 535   | 6,32  |  |  |  |  |  |
| Totale                                                                         | Totale                    | Totale                                  | 135 072 | 100   |  |  |  |  |  |
|                                                                                |                           |                                         |         |       |  |  |  |  |  |
| Voti non validi                                                                | Voti non validi           | Voti non validi                         | 4 024   | 2,89  |  |  |  |  |  |
| Votanti                                                                        | Votanti                   | Votanti                                 | 139 096 | 93,13 |  |  |  |  |  |
| Elettori                                                                       | Elettori                  | Elettori                                | 149 350 |       |  |  |  |  |  |
|                                                                                |                           |                                         |         |       |  |  |  |  |  |
| Nota: quorum del 65% non raggiunto; ripartizione dei seggi a livello regionale |                           |                                         |         |       |  |  |  |  |  |
| Data: 7 maggio 1972                                                            |                           |                                         |         |       |  |  |  |  |  |
| Fonte: Ministero dell'interno                                                  |                           |                                         |         |       |  |  |  |  |  |

### VII legislatura
|                                                                                | Carlo Pastorino ✔️ Eletto | Democrazia Cristiana        | 48 911  | 37,24 |  |  |  |  |  |
|                                                                                | Michele Sette             | Partito Comunista Italiano  | 30 598  | 23,30 |  |  |  |  |  |
|                                                                                | Cesare Zappulli ✔️ Eletto | PLI - PRI - PSDI            | 25 605  | 19,49 |  |  |  |  |  |
|                                                                                | Domenico Griffo           | Partito Socialista Italiano | 14 002  | 10,66 |  |  |  |  |  |
|                                                                                | Ciriaco Angelo Sale Musio | Movimento Sociale Italiano  | 9 964   | 7,59  |  |  |  |  |  |
|                                                                                | Bruno Marconcini          | Partito Radicale            | 2 262   | 1,72  |  |  |  |  |  |
| Totale                                                                         | Totale                    | Totale                      | 131 342 | 100   |  |  |  |  |  |
|                                                                                |                           |                             |         |       |  |  |  |  |  |
| Voti non validi                                                                | Voti non validi           | Voti non validi             | 4 069   | 3,00  |  |  |  |  |  |
| Votanti                                                                        | Votanti                   | Votanti                     | 135 411 | 93,04 |  |  |  |  |  |
| Elettori                                                                       | Elettori                  | Elettori                    | 145 538 |       |  |  |  |  |  |
|                                                                                |                           |                             |         |       |  |  |  |  |  |
| Nota: quorum del 65% non raggiunto; ripartizione dei seggi a livello regionale |                           |                             |         |       |  |  |  |  |  |
| Data: 20 giugno 1976                                                           |                           |                             |         |       |  |  |  |  |  |
| Fonte: Ministero dell'interno                                                  |                           |                             |         |       |  |  |  |  |  |

### VIII legislatura
|                                                                                | Carlo Pastorino ✔️ Eletto | Democrazia Cristiana                         | 49 084  | 39,54 |  |  |  |  |  |
|                                                                                | Edoardo Sanguineti        | Partito Comunista Italiano                   | 26 082  | 21,01 |  |  |  |  |  |
|                                                                                | Tullio Cicciarelli        | Partito Socialista Italiano                  | 12 436  | 10,02 |  |  |  |  |  |
|                                                                                | Pietro Bucalossi          | Partito Liberale Italiano                    | 9 645   | 7,77  |  |  |  |  |  |
|                                                                                | Agostino Greggi           | Movimento Sociale Italiano                   | 7 577   | 6,10  |  |  |  |  |  |
|                                                                                | G. Bassani                | Partito Repubblicano Italiano                | 7 126   | 5,74  |  |  |  |  |  |
|                                                                                | S. Oberti                 | Partito Radicale                             | 7 090   | 5,71  |  |  |  |  |  |
|                                                                                | Giuseppe Costa            | Partito Socialista Democratico Italiano      | 4 461   | 3,59  |  |  |  |  |  |
|                                                                                | G. B. Solari              | Costituente di Destra - Democrazia Nazionale | 646     | 0,52  |  |  |  |  |  |
| Totale                                                                         | Totale                    | Totale                                       | 124 147 | 100   |  |  |  |  |  |
|                                                                                |                           |                                              |         |       |  |  |  |  |  |
| Voti non validi                                                                | Voti non validi           | Voti non validi                              | 5 782   | 4,45  |  |  |  |  |  |
| Votanti                                                                        | Votanti                   | Votanti                                      | 129 929 | 87,61 |  |  |  |  |  |
| Elettori                                                                       | Elettori                  | Elettori                                     | 148 301 |       |  |  |  |  |  |
|                                                                                |                           |                                              |         |       |  |  |  |  |  |
| Nota: quorum del 65% non raggiunto; ripartizione dei seggi a livello regionale |                           |                                              |         |       |  |  |  |  |  |
| Data: 3 giugno 1979                                                            |                           |                                              |         |       |  |  |  |  |  |
| Fonte: Ministero dell'interno                                                  |                           |                                              |         |       |  |  |  |  |  |

### IX legislatura
|                                                                                | Carlo Pastorino ✔️ Eletto  | Democrazia Cristiana          | 33 034  | 29,80 |  |  |  |  |  |
|                                                                                | Maria Grazia Daniele       | Partito Comunista Italiano    | 23 752  | 21,43 |  |  |  |  |  |
|                                                                                | Giorgio Alfredo Cassinelli | PLI - PSDI                    | 16 883  | 15,23 |  |  |  |  |  |
|                                                                                | Giovanni Tarello           | Partito Repubblicano Italiano | 12 135  | 10,95 |  |  |  |  |  |
|                                                                                | Giancarlo Antonio Giglio   | Partito Socialista Italiano   | 9 186   | 8,29  |  |  |  |  |  |
|                                                                                | Arduino Repetto            | Movimento Sociale Italiano    | 8 889   | 8,02  |  |  |  |  |  |
|                                                                                | Stefano Lazzarino          | Partito Radicale              | 3 261   | 2,94  |  |  |  |  |  |
|                                                                                | Stefano Oberti             | Lista per Trieste-PPPIU       | 2 400   | 2,17  |  |  |  |  |  |
|                                                                                | Margarita Roman Melis      | Democrazia Proletaria         | 1 311   | 1,18  |  |  |  |  |  |
| Totale                                                                         | Totale                     | Totale                        | 110 851 | 100   |  |  |  |  |  |
|                                                                                |                            |                               |         |       |  |  |  |  |  |
| Voti non validi                                                                | Voti non validi            | Voti non validi               | 7 856   | 6,62  |  |  |  |  |  |
| Votanti                                                                        | Votanti                    | Votanti                       | 118 707 | 82,83 |  |  |  |  |  |
| Elettori                                                                       | Elettori                   | Elettori                      | 143 316 |       |  |  |  |  |  |
|                                                                                |                            |                               |         |       |  |  |  |  |  |
| Nota: quorum del 65% non raggiunto; ripartizione dei seggi a livello regionale |                            |                               |         |       |  |  |  |  |  |
| Data: 26 giugno 1983                                                           |                            |                               |         |       |  |  |  |  |  |
| Fonte: Ministero dell'interno                                                  |                            |                               |         |       |  |  |  |  |  |

### X legislatura
|                                                                                | Francesco Cattanei ✔️ Eletto | Democrazia Cristiana          | 37 898  | 34,87 |  |  |  |  |  |
|                                                                                | V. Rotini Treccani           | Partito Comunista Italiano    | 20 967  | 19,29 |  |  |  |  |  |
|                                                                                | Massimo Teodori              | PSI - PSDI - PR               | 15 521  | 14,28 |  |  |  |  |  |
|                                                                                | G. C. Demarchi               | Movimento Sociale Italiano    | 8 946   | 8,23  |  |  |  |  |  |
|                                                                                | Alfio Lamanna                | Partito Repubblicano Italiano | 8 486   | 7,81  |  |  |  |  |  |
|                                                                                | F. P. Cappa                  | Partito Liberale Italiano     | 7 731   | 7,11  |  |  |  |  |  |
|                                                                                | M. Fallabrini                | Lista Verde                   | 4 789   | 4,41  |  |  |  |  |  |
|                                                                                | S. Oberti                    | Liga Veneta-Pensionati Uniti  | 2 301   | 2,12  |  |  |  |  |  |
|                                                                                | G. Pocchiola Ciaies          | Democrazia Proletaria         | 1 717   | 1,58  |  |  |  |  |  |
|                                                                                | G. Ferrero                   | Alleanza Popolare Pensionati  | 337     | 0,31  |  |  |  |  |  |
| Totale                                                                         | Totale                       | Totale                        | 108 693 | 100   |  |  |  |  |  |
|                                                                                |                              |                               |         |       |  |  |  |  |  |
| Voti non validi                                                                | Voti non validi              | Voti non validi               | 5 055   | 4,44  |  |  |  |  |  |
| Votanti                                                                        | Votanti                      | Votanti                       | 113 748 | 82,30 |  |  |  |  |  |
| Elettori                                                                       | Elettori                     | Elettori                      | 138 211 |       |  |  |  |  |  |
|                                                                                |                              |                               |         |       |  |  |  |  |  |
| Nota: quorum del 65% non raggiunto; ripartizione dei seggi a livello regionale |                              |                               |         |       |  |  |  |  |  |
| Data: 14 giugno 1987                                                           |                              |                               |         |       |  |  |  |  |  |
| Fonte: Ministero dell'interno                                                  |                              |                               |         |       |  |  |  |  |  |

### XI legislatura
|                                                                                | Guido Carli                   | Democrazia Cristiana                    | 22 383  | 21,11 |  |  |  |  |  |
|                                                                                | Vincenzo Matteucci            | Lega Lombarda                           | 16 721  | 15,77 |  |  |  |  |  |
|                                                                                | Riccardo Garrone              | Partito Repubblicano Italiano           | 16 067  | 15,16 |  |  |  |  |  |
|                                                                                | Anna Maria Guglielmino        | Partito Democratico della Sinistra      | 13 948  | 13,16 |  |  |  |  |  |
|                                                                                | Fernanda Contri Bruzzone      | Partito Socialista Italiano             | 9 187   | 8,67  |  |  |  |  |  |
|                                                                                | Giovanni Edoardo Bernabò Brea | Movimento Sociale Italiano              | 6 551   | 6,18  |  |  |  |  |  |
|                                                                                | Giovanni Amedeo Calabria      | Partito Liberale Italiano               | 5 732   | 5,41  |  |  |  |  |  |
|                                                                                | Giordano Bruschi              | Partito della Rifondazione Comunista    | 4 592   | 4,33  |  |  |  |  |  |
|                                                                                | Iacopo Virgilio               | Federazione dei Verdi                   | 4 237   | 4,00  |  |  |  |  |  |
|                                                                                | Tarcisio Quirino Andreoletti  | Partito Pensionati                      | 1 817   | 1,71  |  |  |  |  |  |
|                                                                                | Andrea Domenico Tosa          | Sì Referendum                           | 1 807   | 1,70  |  |  |  |  |  |
|                                                                                | Arcangelo Scarvaglieri        | La Lega Casalinghe-Pensionati           | 1 297   | 1,22  |  |  |  |  |  |
|                                                                                | Angelo Marrai                 | Partito Socialista Democratico Italiano | 1 029   | 0,97  |  |  |  |  |  |
|                                                                                | Ennio Moccia                  | Caccia Pesca Ambiente                   | 431     | 0,41  |  |  |  |  |  |
|                                                                                | Aldo Frecceri                 | Federalismo - Pensionati Uomini Vivi    | 212     | 0,20  |  |  |  |  |  |
| Totale                                                                         | Totale                        | Totale                                  | 106 011 | 100   |  |  |  |  |  |
|                                                                                |                               |                                         |         |       |  |  |  |  |  |
| Voti non validi                                                                | Voti non validi               | Voti non validi                         | 4 071   | 3,70  |  |  |  |  |  |
| Votanti                                                                        | Votanti                       | Votanti                                 | 110 082 | 83,88 |  |  |  |  |  |
| Elettori                                                                       | Elettori                      | Elettori                                | 131 238 |       |  |  |  |  |  |
|                                                                                |                               |                                         |         |       |  |  |  |  |  |
| Nota: quorum del 65% non raggiunto; ripartizione dei seggi a livello regionale |                               |                                         |         |       |  |  |  |  |  |
| Data: 5 aprile 1992                                                            |                               |                                         |         |       |  |  |  |  |  |
| Fonte: Ministero dell'interno                                                  |                               |                                         |         |       |  |  |  |  |  |